# Zbór Kościoła Chrześcijan Dnia Sobotniego w Zduńskiej Woli
Zbór Kościoła Chrześcijan Dnia Sobotniego w Zduńskiej Woli – zbór chrześcijan dnia sobotniego w Zduńskiej Woli, z siedzibą przy ul. Ceramicznej 10. Zbór liczy ok. 10 osób.